# Saudiaffären
Saudiaffären eller Projekt Simoom (benämning på brännhet ökenvind) var ett kontroversiellt samarbete mellan Totalförsvarets forskningsinstitut (FOI) och Saudiarabien i syfte att tillsammans bygga en vapenfabrik i Saudiarabien.
Anläggningen skulle bestå av 35 byggnader. Den skulle enligt planerna användas för tillverkning av sprängämnen och raketbränsle. Den skulle även användas för modifiering och renovering av robotar och pansarvärnsvapen, nämligen för att underhålla franska pansarvärnsrobotar av modellen HOT, och sannolikt Robot 56 Bill med flera modeller. Projektet syftade till att skapa en säker hantering av explosivämnen baserad på svensk modell samt att utbilda personal i båda länderna.
Projektet var hemligt fram till avslöjandet i Dagens Eko den 6 mars 2012. Projektet kritiseras för att det då fortgick trots att lagen om krigsmateriel säger att Sverige inte bör exportera vapen till länder som omfattande och grovt bryter mot mänskliga rättigheter. Hanteringen kritiseras för komplicerade arrangemang med bulvanföretag i syfte att hindra insyn och debatt, för tänjande av regelverk, för ansvariga politiker som skyller på tjänstemän trots att man varit insatta och för tjänstemän som ljuger. Rapporteringen resulterade i att försvarsminister Sten Tolgfors avgick den 29 mars 2012 och att FOI avslutade sitt deltagande i projektet. Ingen åtalades. 
Saudiaffären avslöjades av Sveriges Radiojournalisterna Bo-Göran Bodin och Daniel Öhman, som belönades med bland annat Stora journalistpriset och Prix Europa för sin rapportering.

## Bakgrund
Sveriges militära engagemang i Saudiarabien började med insatsen Saudiarabien SA01 1991 inom de USA-ledda FN-trupperna under Kuwaitkriget med bas i Saudiarabien. I början av 2000-talet levererade Sverige pansarvärnsroboten Bill för att öka saudiernas möjligheter att stå emot Irak. Sveriges vapenexport till Saudiarabien har därefter successivt ökat och landet var 2012 ett av de två största mottagarländerna och 2013 ett av de fyra största mottagarländerna för svensk vapenexport.
Saudiarabien rankades som världens tionde största vapenimportör 2008–12 och har därefter avancerat ytterligare på listan. Sverige var det EU-land som exporterade fjärde störst mängd vapen till Saudiarabien 2013. Regeringar i NATO och EU har tillåtit export till Saudiarabien trots att det strider mot regler och policyer. Frågan är kontroversiell i flera länder på grund av rapporter om att vapen har kommit i händerna på rebeller i Syriska inbördeskriget, på grund av oro för att vapnen skulle kunna komma i händerna på Islamiska staten och på grund av oro att de skulle kunna användas av landets hårdföra diktatur mot civilbefolkningen och fördjupa det interna våldet i landet och i regionen. Tyskland beslutade våren 2015 att avbryta vapenexport till Saudiarabien.

## Avtal
Grunden för projekt Simoom lades 2004 när kronprinsessan Victoria ledde en stor handelsdelegation som lyckades övertala Saudiarabiens ledare att köpa Saabs och Ericssons radarövervakningssystem Erieye, i ett skede när saudierna var på väg att dra sig ur. Värdet bedömdes ursprungligen till 10 miljarder SEK. Saudierna krävde som motprestation att Sverige skulle hjälpa landet att bygga upp sin vapenindustri.
En politisk grund till projektet lades den 21 april 2005, då den socialdemokratiska regeringen Persson beslutade att teckna ett långtgående avtal (MOU – memorandum of understanding) om samarbete kring främst signalspaning, system för stridsledning och skydd mot massförstörelsevapen. Avtalet innefattade att FOI skulle lära Saudiarabien att tillverka och utveckla vapenteknik mot att Saudiarabien köper Erieye. Avtalstexten undertecknades den 15 november 2005 och säger bland annat:
| ” | Syftet med detta samförståndsavtal är att identifiera och utvidga huvudområdena för det militära samarbetet mellan parterna i fråga om militära system och försvarsmateriel, logistik, utbildning, tekniköverföring, forskning och utveckling samt erfarenhetsutbyte inom områdena underhåll och militär sjukvård. | „ |

Försvarsminister Leni Björklund (s) anmäldes 2005 till konstitutionsutskottet (KU) av två folkpartister för att ha ingått avtalet och ett liknande avtal med Pakistan. KU beslutade att ingåendet av avtalet inte var tillståndspliktig verksamhet men ledamöterna från Vänsterpartiet och Miljöpartiet reserverade sig mot beslutet. Avtalet uppmärksammades även i samband med FRA-debatten 2008 eftersom det militära samarbetet mellan länderna omfattar elektronisk krigföring och signalspaning.
Regeringen Reinfeldt tillträdde 2006 och ville inledningsvis skjuta på eller avbryta affären men ändrade sig och gick vidare med affären. Detta efter att försvarsminister Tolgfors våren 2008 hade fått brev om saken från Saabs styrelseordförande Marcus Wallenberg och från Saudiarabiens vice försvarsminister, prins Khaled bin Sultan(en).
Avtalet gällde först i fem år och förnyades automatiskt då ingen part sa upp avtalet senast 15 maj 2010. Enligt Jan Björklund föregicks alliansregeringens beslut att inte säga upp avtalet av diskussioner inom regeringen. Folkpartiet och Kristdemokraterna ska enligt Björklund ha varit emot en förlängning medan Moderaterna och Centerpartiet var för att förlänga avtalet med Saudiarabien. Det var den senare linjen som blev regeringens politik. Under våren 2010 fick samtliga riksdagspartier information om avtalet och det planerade bygget av vapenfabriken i Saudiarabien. Den borgerliga regeringen förlängde då avtalet, och moderaterna var pådrivande.
Senast den 13 april 2015 var Regeringen Löfven I tvungen att säga upp avtalet om det inte ännu en gång skulle förlängas fem år. Den 10 mars 2015 meddelades att avtalet inte förlängs.

## Hemlighetsmakeri genom privata bolag
Projekt Simoom startades 2007 och försvarsdepartementet och alliansregeringen har varit fullt införstådd. Projektet skulle enligt förslag i en förstudie från 2008 ledas av FOI, vilket var ett krav av saudiaraberna som ansåg sig lovade detta, men regeringen ville inte att FOI skulle leda verksamheten eftersom det skulle kräva regeringens tillstånd och projektet var känsligt. Den svenska regeringen ville skjuta på beslutet om bygget av missilfabrik, men fick våren 2008 ett kritiskt brev från saudiernas försvarsminister, prins Khaled, för att arbetet avstannat. Vid ett möte på försvarsdepartementet sägs att ”Industrin, bland annat Ericsson börjar känna sig hotad. Det här kan bli väldigt allvarligt”.
För att lösa krisen mellan Sverige och Saudiarabien och ändå hemlighålla projektet så bildade FOI-anställda ett bolag som skulle leda och planera projektet för FOI:s räkning. FOI:s roll skulle bara bli som konsult. Detta upplägg krävde inte ISP:s tillstånd. Bolaget fick namnet Swedish Security Technology & Innovation AB (SSTI) och registrerades hos Bolagsverket i början av 2009. Bolaget kallas i korrespondens med saudiaraberna för ett FOI-bolag, det är bemannat med FOI-personal och har av kritiker beskrivits som en bulvan för FOI. Bolaget är på papperet fristående från FOI och privatägt men hur uppstarten finansierades vill inte ansvariga svara på. FOI:s internationelle koordinater Dick Sträng och ytterligare en FOI-anställd fick i uppdrag av FOI:s dåvarande generaldirektör Madeleine Sandström att skapa företaget. I juli 2009 fick SSTI tillstånd av Inspektionen för strategiska produkter (ISP) att handla med krigsmateriel och med utrustning för att tillverka krigsmateriel, innefattande ammunition och stridsdelar för eldrörsvapen, sprängämnen, robotar, raketer, torpeder, bomber med mera. Vid samma tid får FOI klartecken av regeringen att gå vidare i förhandlingarna med Saudiarabien. 
SSTI:s arbete misslyckades och lösningen med bolaget som projektledare för bygget av fabriken övergavs i maj 2010 efter beslut av FOI och/eller regeringen.[källa behövs]
Riksdagens exportkontrollråd ska ha informerats om projektet, bland annat genom en promemoria som presenterades den 5 maj 2010 som säger att företaget Grontmij Installationspartner AB skulle leda projektet. FOI skulle fungera som konsulter både åt Grontmij och åt Saudiarabien medan Chematur AB, Saab Bofors Dynamics och Eurenco Bofors AB var tänkta som underleverantörer. FOI hade inte sökt tillstånd för export av tekniskt bistånd för vapensystem.
I november 2012 berättade Ekot att en känslig handling, i strid med grundlagen, hade plockats bort ur diariet på regeringskansliet. I handlingen framgick att regeringen hade talat osanning om vad de känt till om FOI:s hantering av projektet vilket man ansåg försvårade konstitutionsutskottets granskning av flera ministrar.

## Avslöjandets efterspel
Jan-Olof Lind, generaldirektör för Totalförsvarets forskningsinstitut, förnekade i mars 2012 projektets och bulvanföretagets existens, men hade enligt Ekots källor vid avslöjandet 2012 planer på fortsatta förhandlingar och nytt besök i Saudiarabien av FOI:s experter. I samband med Ekots avslöjande gjorde FOI en polisanmälan för trolöshet mot huvudman. Denna förundersökning lades dock ned i september 2012. I dagsläget saknas bevis för avsiktlig skada mot FOI, även om utredningen tyder på att åtgärder vidtagits för att dölja finansieringen av SSTI.
Sten Tolgfors (m) avgick som försvarsminister i samband med Ekots avslöjande och efter att ha anmälts till konstitutionsutskottet för planerna på en vapenfabrik i Saudiarabien.
Ingen åtalades för händelsen. Förordnandet för Lind förlängdes av försvarsminister Karin Enström och regeringen Reinfeldt år 2012.
FOI drog sig efter avslöjandet ur samarbetet kring en vapenfabrik. Kontakter återupptogs hösten 2012 mellan Saudiarabien, FOI, FMV, Försvarsmakten och Saab AB med flera industrier i syfte att förhandla om andra militära samarbeten. Saudiarabien var 2012 näst största mottagarland för Sveriges vapenexport (922 miljoner kronor).
Den 10 mars 2015 meddelade statsminister Stefan Löfvén att samförståndsavtalet inte förnyas. Enligt försvarsminister Peter Hultqvist pågick det militära samarbetet i praktiken inte, utan bestod enligt Hultqvist i en "öppen inbjudan att delta i medicinsk utbildning och genusutbildning" vilket inte genererat något intresse från Saudiarabiens sida. Enligt källor till Expressen bröts dock avtalet på grund av att Miljöpartiet hotade att lämna regeringen om så inte skedde.